# ニチレイ東銀座ビル
ニチレイ東銀座ビル（ニチレイひがしぎんざビル）は、株式会社ニチレイおよび同グループ各社が本社を置く東京都中央区築地にある22階建ての超高層ビル。

## 概要
ニチレイ東銀座ビルは、勝鬨橋のたもと、元はニチレイの勝鬨橋工場があった場所に、1991年1月に完成した。1階から12階までは賃貸オフィスでありグループ以外の会社も入居している。13階から17階まではニチレイグループが専有、18階から22階までは賃貸マンションとなっている。なお勝鬨橋工場は、1964年の東京オリンピックの際に、選手村に供給した冷凍食品を主に保管していた冷蔵倉庫である。
建物両端に三角形に張り出した部分を設け、銀座と隅田川両方の景観を楽しめる作りになっている。夜間には、石井幹子のデザインによるライトアップが行われる。
住居部分は各階8戸・計40戸で、住友不動産が管理する。18階の中庭に向かって内バルコニーが設けられている代わりに外壁側は縦1.3m・横3mの横連窓で、オフィス部分と統一した意匠となっている。
本建物と晴海通りの間は1,500m2の公開空地で、井上武吉の設計による「海と生命」をテーマにした広場となっている。